# Академическая гребля на летних Олимпийских играх 1900 — двойки с рулевыми
Соревнования среди двоек с рулевыми по академической гребле среди мужчин на летних Олимпийских играх 1900 прошли 25 и 26 августа. Приняли участие 22 спортсмена из трёх стран.
Курсивом показаны рулевые.

## Призёры

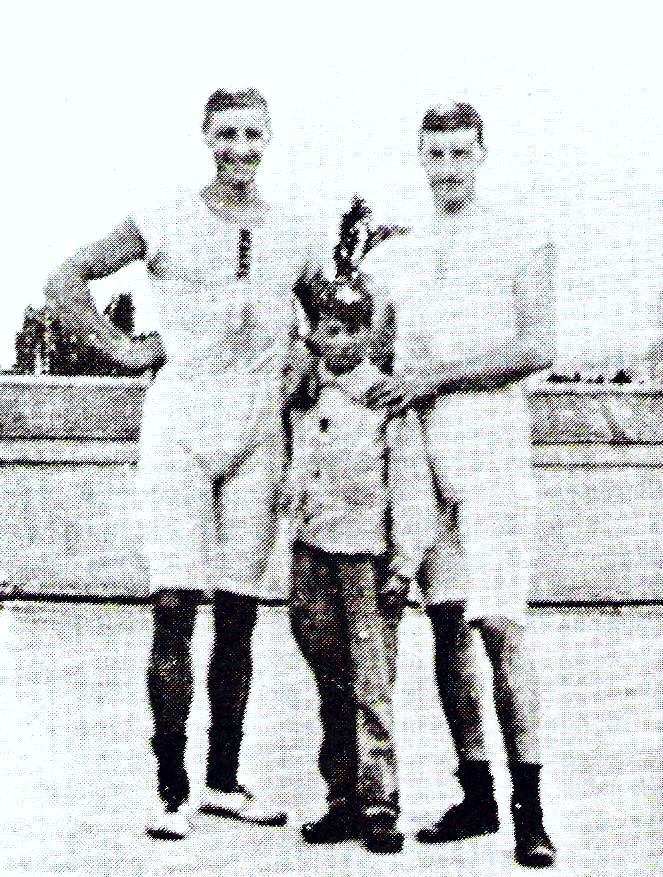
Победители финальной гонки

| Золото | Серебро                                                      | Бронза                                                  |
| Смешанная команда Франсуа Брандт (NED) Рулоф Клейн (NED) Германус Брокман (NED) неизвестный рулевой (FRA) | Франция · Люсьен Мартине · Рене Валефф · неизвестный рулевой | Франция · Карлос Дельтур · Антуан Ведренн · Рауль Паоли |

## Соревнование

### Полуфинал
| Место | Спортсмены                                               | Результат |
| ----- | -------------------------------------------------------- | --------- |
| 1     | Франция Луи Мартине, Рене Валефф, неизвестный рулевой    | 6:47,4    |
| 2     | Нидерланды Франсуа Брандт, Релоф Кляйн, Германус Брокман | 6:56,0    |
| —     | Франция Л. Рош, Г. Лав, неизвестный рулевой              | DNF       |

| Место | Спортсмены                                                      | Результат |
| ----- | --------------------------------------------------------------- | --------- |
| 1     | Франция Карлос Дельтур, Антуан Ведренн, Рауль Паоли             | 6:33,4    |
| 2     | Франция Жан-Баптист Матье, Пьер Ферлин, неизвестный рулевой     | 7:00,0    |
| 3     | Бельгия Проспер Бруггеман, Морис Хемельсот, неизвестный рулевой | 7:00,4    |
| 4     | Франция Делябер, Гали, неизвестный рулевой                      | 7:04,0    |

### Финал
| Место | Спортсмены                                                                           | Результат |
| ----- | ------------------------------------------------------------------------------------ | --------- |
| 1     | Смешанная команда Франсуа Брандт (NED), Рулоф Клейн (NED), неизвестный рулевой (FRA) | 7:34,2    |

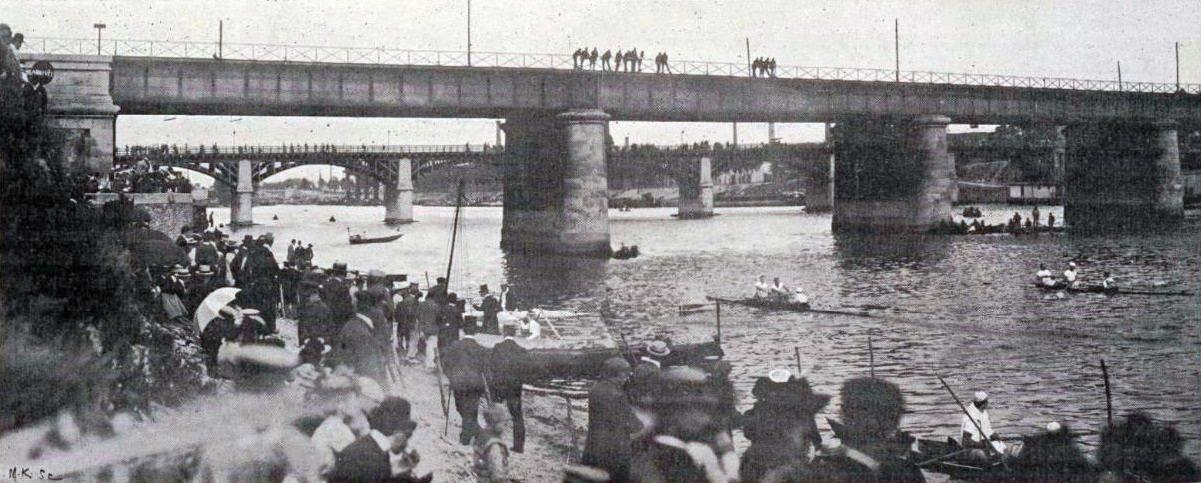
Финал соревнований среди двоек с рулевыми

| 2     | Франция Люсьен Мартине, Рене Валефф, неизвестный рулевой                             | 7:34,4    |
| 3     | Франция Карлос Дельтур, Антуан Ведренн, Рауль Паоли                                  | 7:57,2    |
| 4     | Франция Жан-Батист Матье, Пьер Ферлен, неизвестный рулевой                           | 8:01,0    |